# Chilkat-Halbinsel
Die Chilkat-Halbinsel (englisch Chilkat Peninsula) ist eine schmale, in nordsüdlicher Richtung verlaufende Halbinsel am nördlichen Ende der Inside Passage im Südosten des US-Bundesstaates Alaska. Sie trennte die Buchten Chilkoot und Chilkat Inlet im Lynn Canal und die Einzugsgebiete der Flüsse Chilkoot und Chilkat.
Die Stadt Haines, die mit dem Haines Highway eine Straßenverbindung zum Alaska Highway hat und deren Hafen von Fähren des Alaska Marine Highways angelaufen wird, liegt am nördlichen Ende, das zu Statistikzwecken definierte Siedlungsgebiet (Census-designated place) Mud Bay etwa in der Mitte der  Chilkat-Halbinsel.
Elf Kilometer südlich von Haines befindet sich der Chilkat State Park und vor der Südspitze der Halbinsel der 26,5 km² große, aus einer Gruppe kleiner Inseln bestehende, Chilkat Islands State Marine Park.